# Family Ties (Fat Joe)
Family Ties è un album collaborativo tra il rapper statunitense Fat Joe e il produttore connazionale Dre dei Cool & Dre, pubblicato nel 2019. Fat Joe lo ha annunciato come il suo ultimo progetto. Collaborano all'album Mary J. Blige, Eminem, Cardi B, Jeremih, Lil Wayne, Ty Dolla $ign e Remy Ma.

## Tracce
1. Projects – 3:10
2. Been Thru – 2:57
3. Heaven & Hell – 3:34
4. Hands on You (featuring Jeremih & Bryson Tiller) – 4:05
5. Day 1s (featuring Big Bank DTE) – 4:11
6. Yes (featuring Cardi B & Anuel AA) – 3:32
7. Big Splash (featuring Remy Ma) – 4:19
8. Lord Above (featuring Eminem & Mary J. Blige) – 4:54
9. Drive (featuring Ty Dolla $ign & Jeremih) – 4:11
10. Pullin' (featuring Lil Wayne) – 3:04
11. Deep – 3:36